# Дуби-велетні (Відділкова лікарня станції Знам'янка)
Дуби-велетні — ботанічна пам'ятка природи місцевого значення. Об'єкт розташований на території міста Знам'янка Кіровоградської області.
Площа — 3,2 га, статус отриманий у 1971 році.

## Галерея

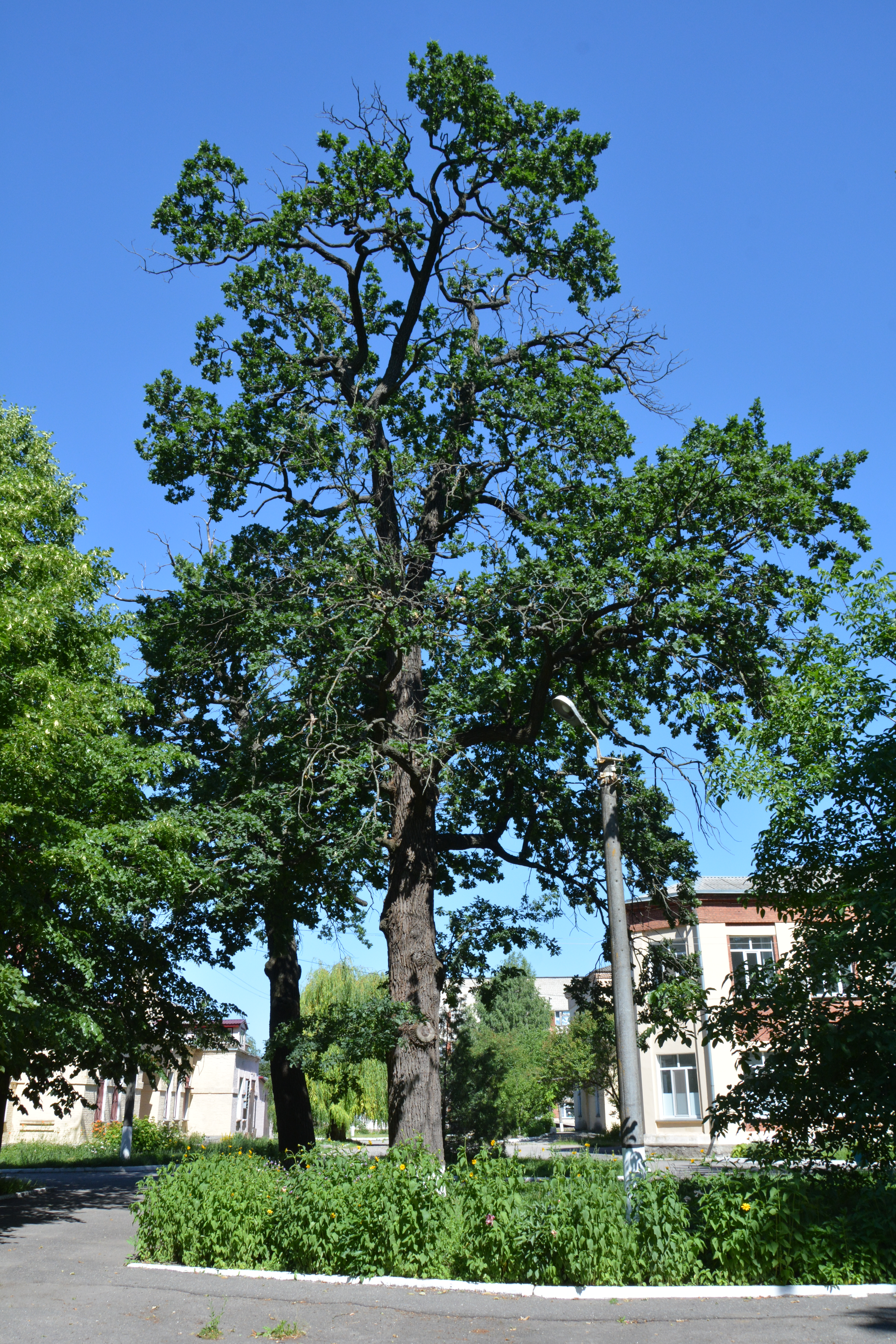
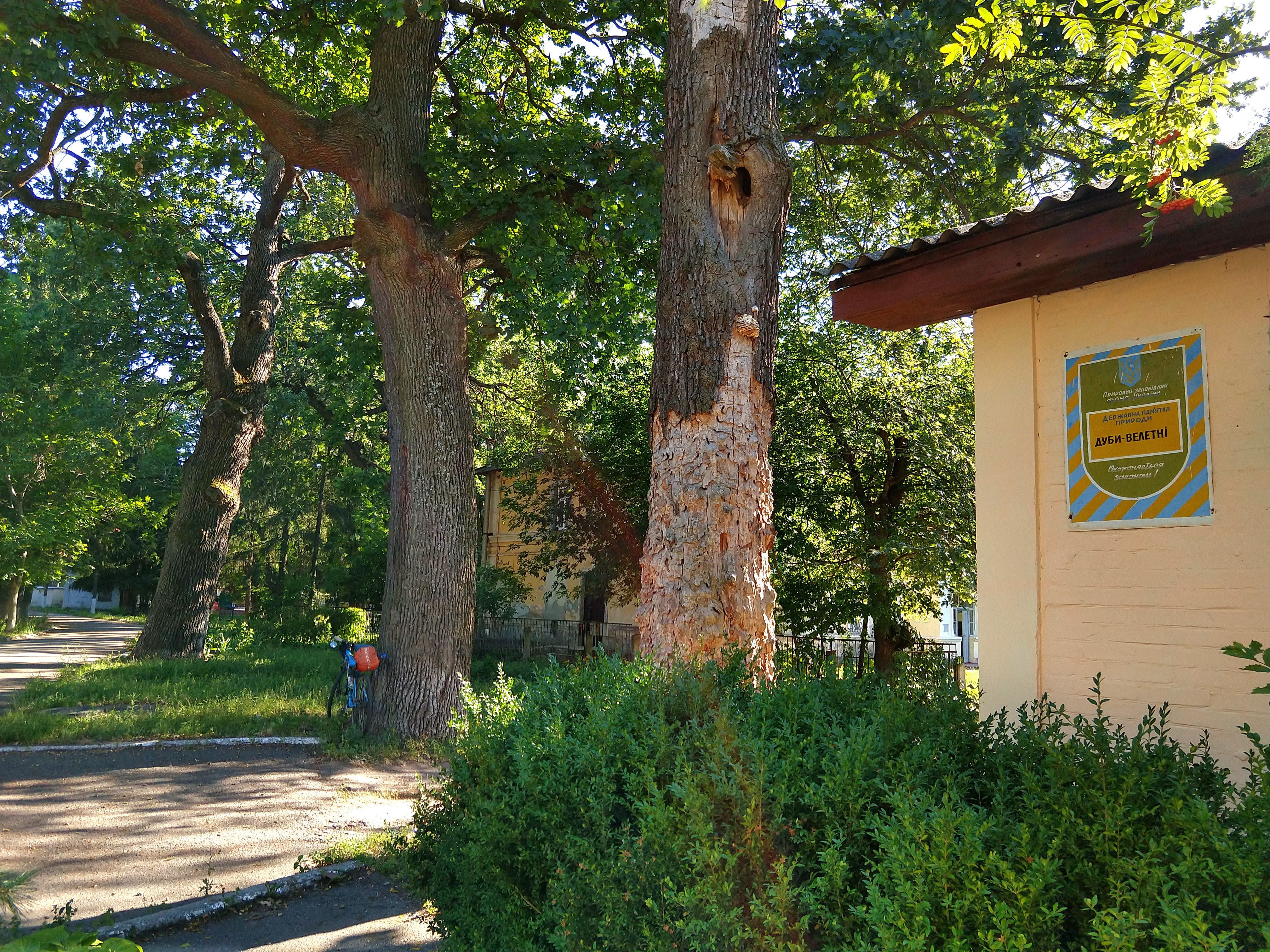
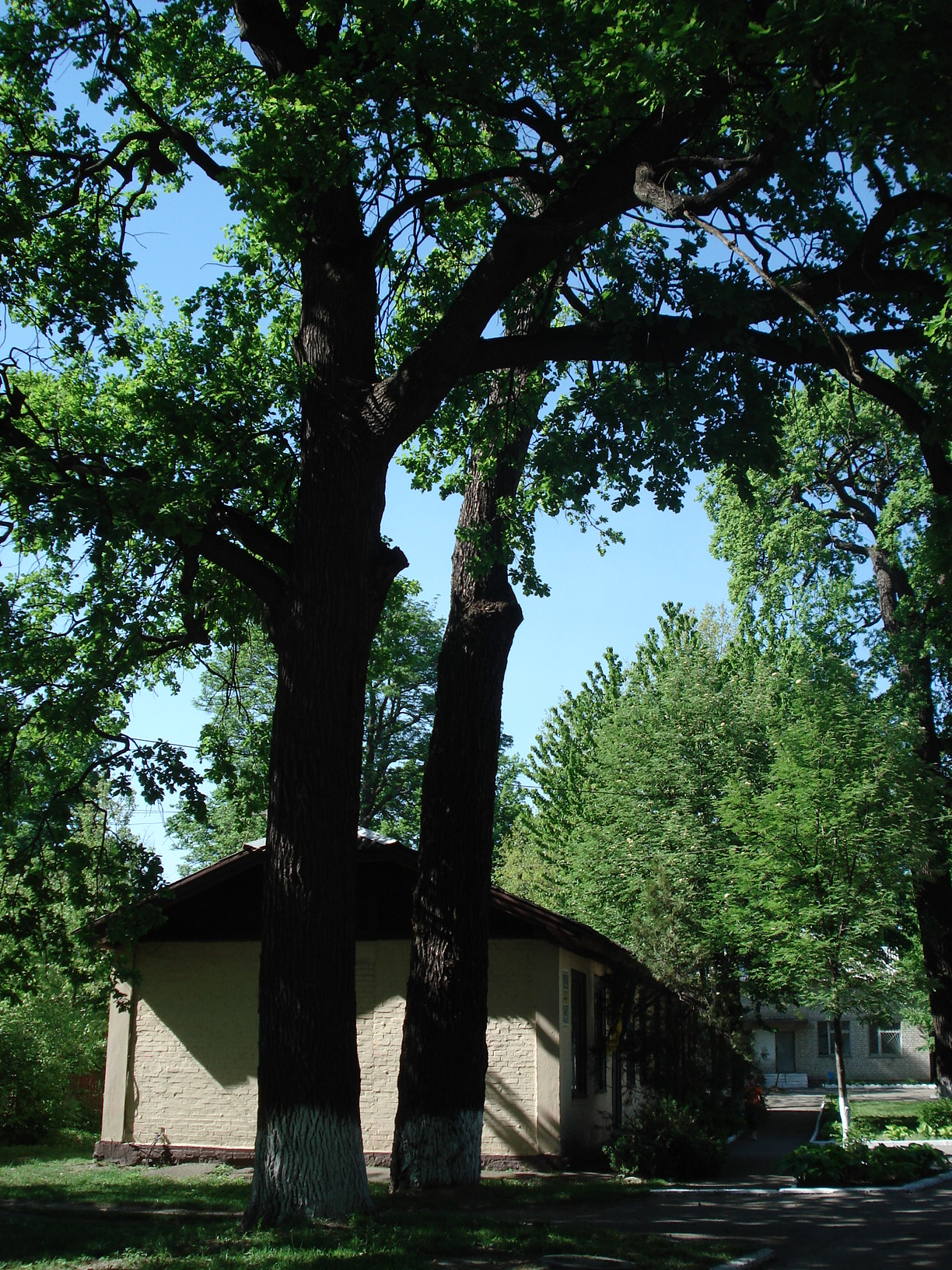